# 蒙费尔米耶
蒙费尔米耶（法語：Montfermier，法語發音：[mɔ̃fɛʁmje]）是法国奧克西塔尼大區塔恩-加龙省的一个市镇，属于蒙托邦区。

## 地理
蒙费尔米耶（44°13'9"N, 1°24'35"E）面积6.55 平方千米，位于法国奧克西塔尼大區塔恩-加龙省，该省份为法国西南部内陆省份，北起顺时针与洛特省、阿韦龙省、塔恩省、上加龙省、热尔省和洛特-加龙省接壤。
与蒙费尔米耶接壤的市镇（或旧市镇、城区）包括：莫利耶尔、凯尔西地区蒙珀扎、圣保罗-弗洛尼亚克、卡斯泰尔诺蒙拉捷。

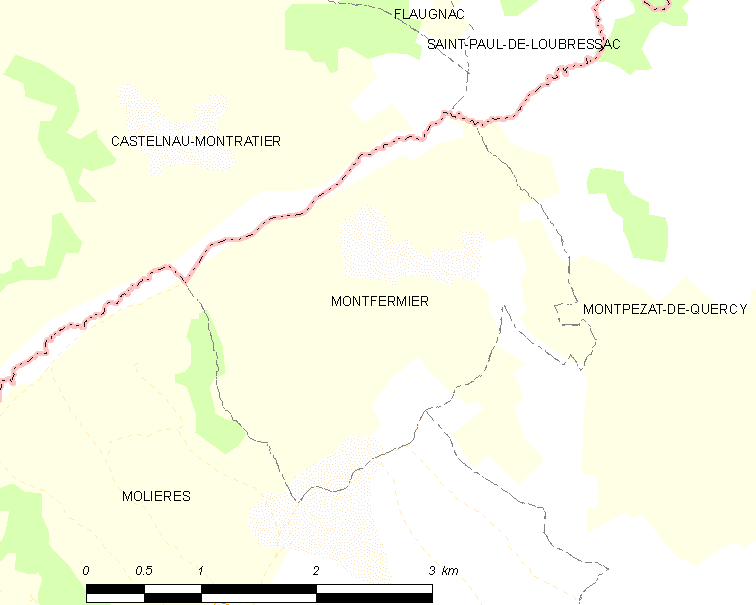
蒙费尔米耶的OSM定位图

蒙费尔米耶的时区为UTC+01:00、UTC+02:00（夏令时）。

## 行政
蒙费尔米耶的邮政编码为82270，INSEE市镇编码为82128。

## 政治
蒙费尔米耶所属的省级选区为凯尔西-阿韦龙县。

## 人口

1962-2008年间蒙费尔米耶人口变化图示

蒙费尔米耶于2022年1月1日时的人口数量为109人。